# Церква святого архістратига Михаїла (Писарівка)
Церква святого архістратига Михаїла в Писарівці — парафія і храм греко-католицької громади Бережанського деканату Тернопільсько-Зборівської архієпархії Української греко-католицької церкви в селі Писарівка Тернопільського району Тернопільської области.

## Історія церкви
Парафія була утворена у 1990 році, а храм збудовано у 2001 році за проєктом Василя Зорика, головного архітектора Бережанського району.
21 листопада 2001 року о. митрат Василій Семенюк освятив храм з благословення владики Михаїла Сабриги.
З моменту утворення парафія, а згодом і храм, належать до УГКЦ.
У 2012 році відбулася єпископська візитація парафії, яку провів архиєпископ і митрополит Тернопільсько-Зборівський Василій Семенюк.
На території парафії встановлено фігури та хрести.

## Парохи
- о. Іван Хрептак (1990—1996),
- о. Ігор Сорокоум (з 27 лютого 1996).